# Стела з Тель-Дан

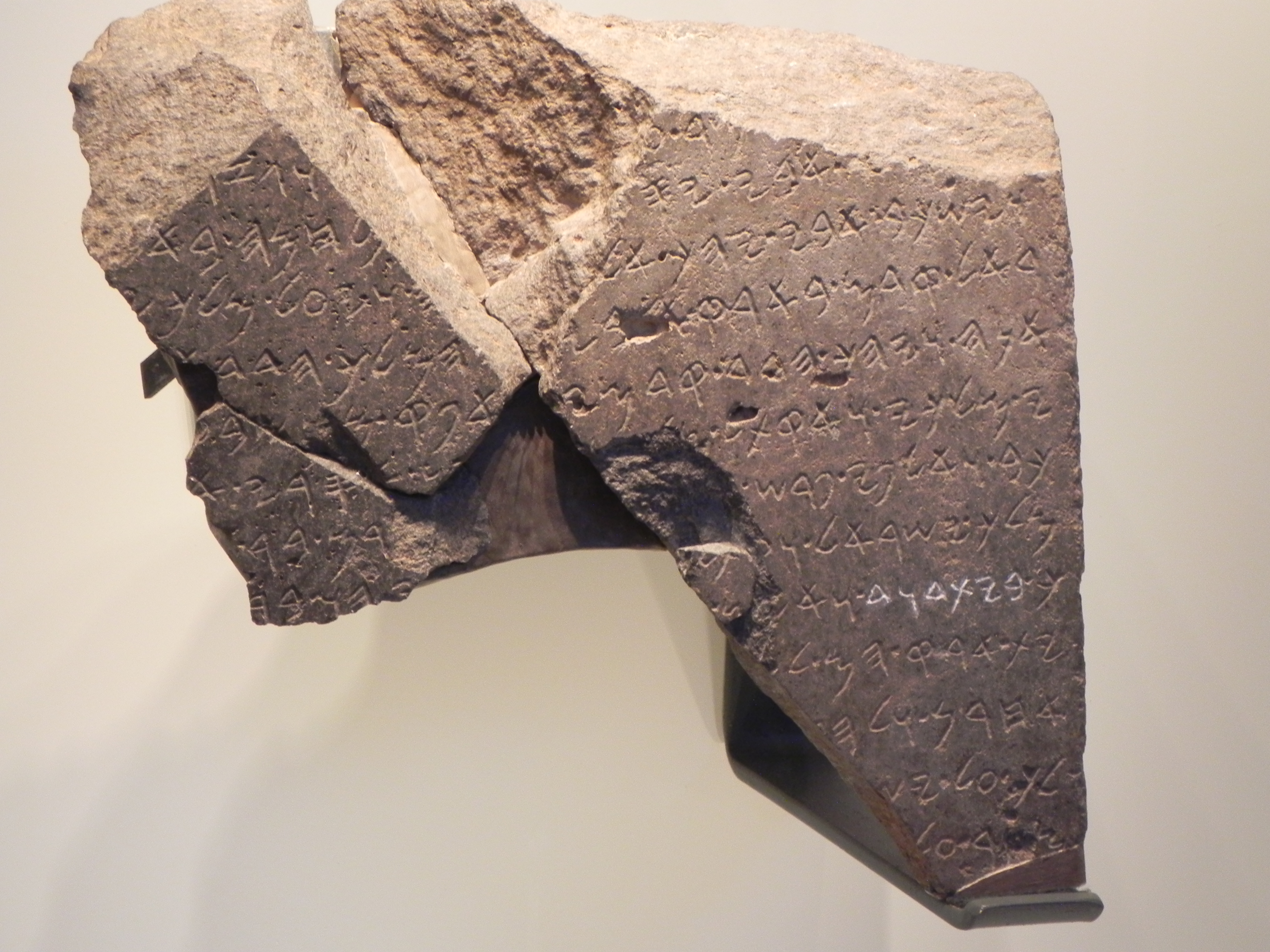
Стела Тель-Дана, bytdwd виділено.

Стела з Тель-Дан — базальтова стела IX—VIII ст. до н. е. з надписом арамейською мовою, знайдена на півночі Ізраїлю у Тель-Дан у 1993—1994 роках експедицією Авраама Бірана. Виготовлена на згадку про перемогу царя Араму над Ізраїлем.
Стела являє собою три фрагменти колись єдиної базальтової плити, на яку було нанесено напис арамейською мовою. Фрагмент стели А знайдений у липні 1993 року, а фрагменти В1 та В2 у червні 1994 р. Стела датується IX—VIII століттями до н. е. (Період Північно-Ізраїльського царства) і повідомляє про перемогу одного з царів Арама (можливо, Хазаїла) над ізраїльтянами. Фрагменти стели знаходилися під археологічними шарами руйнування міста і Північно-Ізраїльського царства асирійцями 733/732 р. до н. е. Надпис на стелі згадує Дім Давида (bytdwd) і є першим позабіблійним свідченням імені царя Давида.

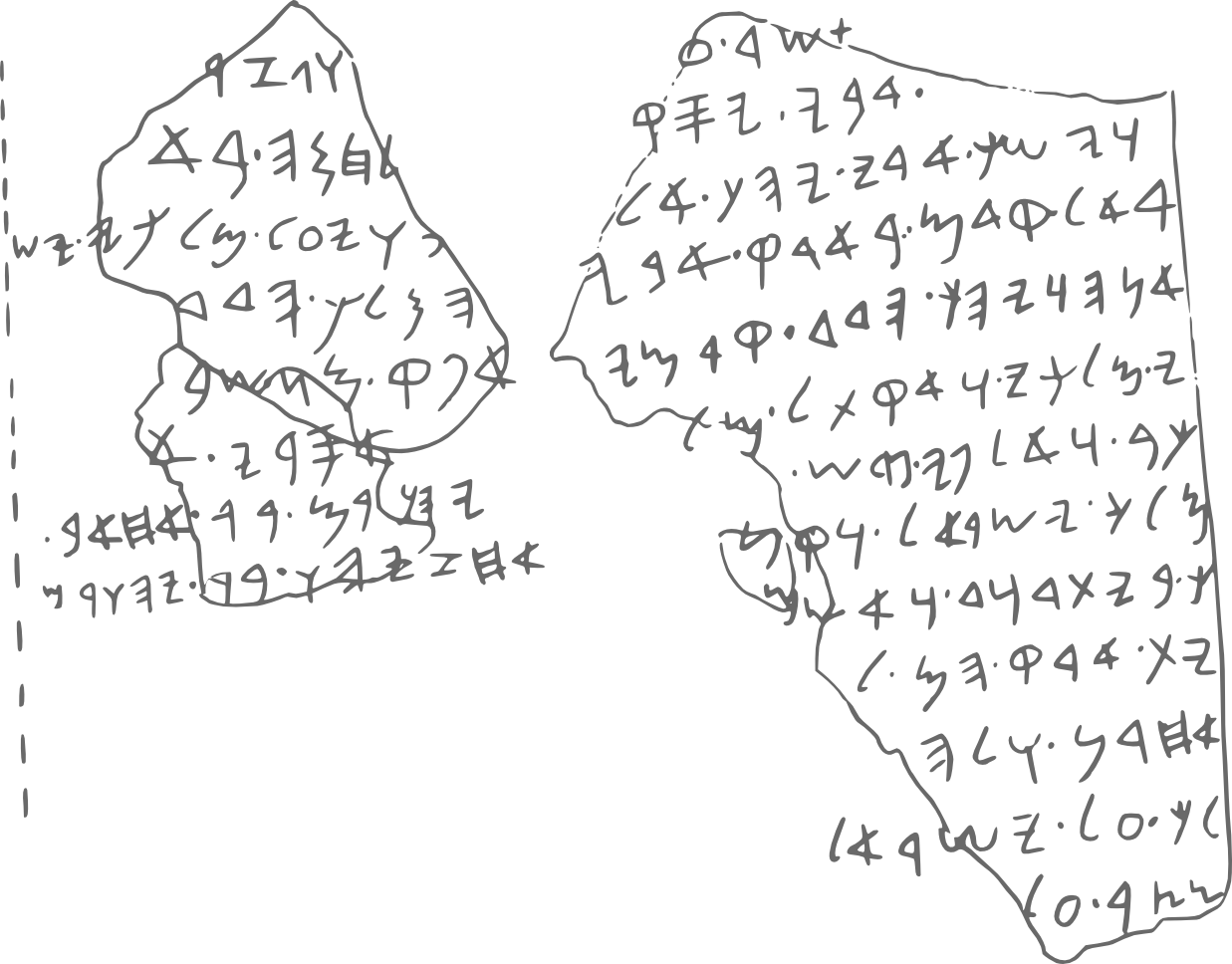
Стела Тель-Дана: фрагмент A з правої сторони, фрагменти B1 и B2 з лівої сторони.

Надписи רם.בר (… рам бар (Рядок 7) — …рам син) та יהו.בר (…ягу бар (рядок 8) — …ягу син) на фрагменті В посилаються на Йорама і Ахазію, та їх війну у 845 р. до. н. е. проти Хазаїла, царя Дамаску.
В даний момент стела знаходиться в Музеї Ізраїлю в Єрусалимі.

## Текстквадратним письмом
```
1.[      א]מר.ע[      ]וגזר[          ] 
2.[]אבי.יסק[.עלוה.בה]תלחמה.בא---      ] 
3.וישכב.אבי.יהך.אל[.אבהו]ה.ויעל.מלכי[ש] 
4.ראל.קדם.בארק.אבי[.ו]יהלך.הדד[.]א[יתי] 
5.אנה.ויהך.הדד.קדמי[.ו]אפק.מן.שבע[ת---] 
6.י.מלכי.ואקתל.מל[כן.שב]ען.אסרי.א[לפי.ר] 
7.כב.ואלפי.פרש.[קתלת.אית.יהו]רם.בר[אחאב.] 
8.מלך.ישראל.וקתל[ת.אית.אחז]יהו.בר[יהורם.מל] 
9.ך.ביתדוד.ואשם.[אית.קרית.הם.חרבת.ואהפך.א] 
10.ית.ארק.הם.ל[ישמן                   ] 
11.אחרן.ולה[...                ויהוא.מ] 
12.לך.על.יש[ראל...               ואשם.] 
13.מצר.ע[ל.                           ] 

```